# Olpiolum confundens
Espèce
Synonymes
- Pachyolpium confundens Hoff, 1945

 Olpiolum confundens est une espèce de pseudoscorpions de la famille des Olpiidae.

## Distribution
Cette espèce est endémique de Porto Rico.

## Description
Le mâle holotype mesure 1,8 mm.

## Systématique et taxinomie
Cette espèce a été décrite sous le protonyme Pachyolpium confundens par Hoff en 1945. Elle est placée dans le genre Olpiolum par Hoff en 1964.

## Publication originale
- Hoff, 1945 : The pseudoscorpion subfamily Olpiinae. American Museum Novitates, no 1291, p. 1-30 (texte intégral).